# Johann Berger (General)

Brigadegeneral Johann Berger als General der Infanterie und Kommandeur der Infanterieschule der Bundeswehr in Hammelburg, bei der Einführung zur Lehrübung „Three Block War“ (2006)

Johann Berger (* 4. August 1951 in Bad Reichenhall) ist Brigadegeneral des Heeres der Bundeswehr im Ruhestand. Er war in seiner letzten militärischen Verwendung vom 1. Februar 2013 bis November 2013 Kommandeur des Landeskommandos Bayern und war von 1. Februar 2015 bis 30. September 2019 Deutscher Stellvertretende Direktor am George C. Marshall Europäisches Zentrum für Sicherheitsstudien.

## Militärische Laufbahn
Berger trat nach dem Abitur 1971 in die Gebirgstruppe als Offizieranwärter ein. Von 1976 bis 1979 war er Zugführer im Gebirgsjägerbataillon 231, bei dessen 2. Kompanie er 1980 Chef wurde. Von 1984 bis 1986 studierte er an der Führungsakademie der Bundeswehr, danach war er  G2 beim  II. Korps in Ulm. Von 1987 bis 1990 war er G3 bei der Gebirgsjägerbrigade 23 in seiner Heimatstadt, danach ein Jahr Kommandeur des Gebirgsjägerbataillons 232 in Berchtesgaden. 1991 bis 1993 schloss sich eine Referententätigkeit im Bundesverteidigungsministerium an, der eine Verwendung als Lehrgangsleiter des Generalstabslehrganges an der Hamburger Führungsakademie folgte. 1995 wurde er Chef des Stabes beim Wehrbereichskommando VIII/14. Panzergrenadierdivision, 1997/98 studierte er am United States Army War College in Carlisle (Pennsylvania). Nach seiner Rückkehr aus den USA wurde er Kommandeur der Gebirgsjägerbrigade 23 in Bad Reichenhall. 1999 befehligte er für mehrere Monate die DFGFA (Deutsch-Französische Gruppe/Groupement Franco-Allemand) in Rajlovac beim SFOR-Einsatz in Bosnien und Herzegowina. 2001 wurde er Kommandeur der Infanterieschule in Hammelburg und General der Infanterie. Von 2007 bis Januar 2013 war er stellvertretender Befehlshaber im Wehrbereichskommando IV in der Münchener Fürst-Wrede-Kaserne.
Zum 1. Februar 2013 wurde er Kommandeur des Landeskommandos Bayern. Im November 2013 wurde er in den Ruhestand versetzt.

## Weitere Karriere

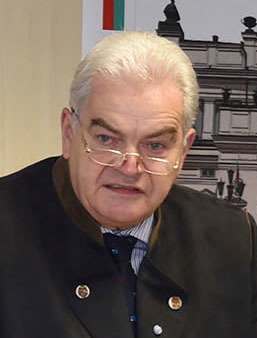
Johann Berger im November 2015

Von Februar 2015 bis Oktober 2019 war Berger einer der beiden stellvertretenden Direktoren des George C. Marshall Europäisches Zentrum für Sicherheitsstudien in Garmisch-Partenkirchen.
Berger ist zudem tätig als Beirat im Bayerischen Verband für Sicherheit in der Wirtschaft (BVSW), als Stiftungsratsmitglied in der DACH Stiftung der katholischen Militärseelsorge, als Angehöriger der Mitgliederversammlung der Europäischen Akademie Bayerns e. V. sowie Vereinsvorsitzender des Deutschen Soldaten- und Kameradschaftsbundes (DSKB) e.V., Kreisverband Bad Reichenhall.

## Privates
Berger ist verheiratet, römisch-katholisch und hat zwei Kinder.

## Auszeichnungen
- NATO-Medaille
- Ehrenkreuz der Bundeswehr in Silber und Gold
- Médaille de la Défense nationale in Gold der Französischen Republik
- Medaille für hervorragende Dienste der Republik Albanien
- Offizierskreuz des Ordre national du Mérite der Französischen Republik
- 2014: Bayerischer Verdienstorden
- 2019: Secretary of Defense Medal for outstanding Public Service (US-Verteidigungsminister)